# Fantasy (canción de Lian Ross)
«Fantasy» es un sencillo de la cantante alemana Lian Ross, publicado en 1985. Este fue publicado junto al sencillo "Saturday Night". Ambos fueron lanzados en disco de vinilo desde Francia y también desde Star Studio Hamburg en Alemania.

## Contenido
Fantasy fue interpretado por Lian Ross quien había alcanzado mucha popularidad, especialmente en la época de los ochenta. Se trata sobre un hombre muy especial que vive en lo alto del cielo y a mucha distancia. Ross soño una vez que aquel hombre le dijo que iba a bajar a la tierra y ella esta dispuesta a enseñarle su mundo de misterio y convertirse en su amante distante.

## Lista de canciones
| Vinilo en 12" |                  |          |  |
| N.º           | Título           | Duración |  |
| 1.            | «Fantasy»        | 6:50     |  |
| 2.            | «Saturday Night» | 5:30     |  |

## Posicionamiento en listas
| Listas (1985)                         | Mejor posición |
| ------------------------------------- | -------------- |
| Alemania (Offizielle Deutsche Charts) | 55             |